# Боково (Псковская область)
Боково (латыш. Bokava) — деревня  в Пыталовском районе Псковской области России. Входит в состав Линовской волости.
C 1920 до 1944 гг. входила в состав Яунлатгальского (Абренского) уезда Латвии.

## География
Деревня находится в западной части Псковской области, в пределах Прибалтийской низменности, в зоне хвойно-широколиственных лесов, у реки Кухвы, к северу от автодороги 58К-538.

### Климат
Климат характеризуется как умеренно континентальный, влажный. Средняя многолетняя температура самого холодного месяца (января) составляет −7,3 °С (абсолютный минимум — −42 °C), средняя температура самого тёплого (июля) — 12 °С (абсолютный максимум — 36 °C). Среднегодовое количество осадков составляет 562 мм, из которых 72 % выпадает в период с апреля по октябрь.

## История
В конце XIX — начале XX веков Боково-Верховье входила в первую десятку самых крупных землевладений на территории сегодняшней Псковской области. На территории имения насчитывалось около 5000 десятин земли. Владельцем имения до 1913 года был статский советник Войцех Адамович Морачевский, в это время он являлся постоянным гласным Островского уездного земского Собрания.
В 1898 году основывается лесопильный завод В. Д. Аддисона. Он оказывал заметное влияние на хозяйственную жизнь округи, так как на нём работало от 60 до 78 рабочих из местных крестьян. Предприятие имело паровой двигатель мощностью в 50 л. с. Завод перерабатывал балки и приносил доход до 70 000 рублей в год.
Предприимчивый В. А. Морачевский добился прохождения через усадебные земли строящейся железнодорожной ветки Пыталово — Иерики со станцией Морачево. Ради этого он даже пожертвовал частью своих земель, что дало ему ряд преимуществ, в частности, возможность вывозить товар в Прибалтику, преимущественным товаром был лес.
В конце XIX века В. А. Морачевский был представителем от Псковской губернии в Государственном Совете в царствование последнего Российского императора Николая II.
Благодаря этому он, по-видимому, и добился скорейшего решения о постройке железнодорожной ветки Пыталово — Иерики — Рига.
Это ему очень было выгодно с точки зрения развития своего хозяйства по капиталистическому пути. В связи с этим Войцех Адамович поступается частью земель в пользу строительства. Через его лесные угодья от станции Пыталово начали рубиться просеки, где стала строиться насыпь под железнодорожное полотно. В 1901 начал работать близ дрв. Пыталово лесопильный завод, специализирующийся на поставках пиломатериалов для железной дороги. Эта железнодорожная ветка, высочайше одобренная государем Николаем II, сыграла важную роль в судьбе села Пыталово, село в котором тогда проживало 60 человек приобрело новый статус. Боковский помещик постоянно уделял внимание строящейся ветке, видимо поэтому его фамилия была увековечена в названии первой после Пыталово железнодорожной станции Морачево (позднее известная под названием Пурвмала). Ещё в 1970—1980-е годы среди старожилов Носовской волости ходила об этом легенда-быль. Пострадавшие при обслуживании путевого хозяйства, заболевшие пассажиры могли быть отправлены в его имение на берегу реки Кухва, где в одном из трех флигелей функционировала больница на 12 койко-мест. Барский дом располагался по левому берегу р. Кухва. Поныне особое впечатление производят остатки парка в д. Боково. По воспоминаниям местных жителей здесь произрастали деревья и кустарники более 150 видов, собранные с разных материков. Некоторые из них совершенно уникальны, так как были представлены единичными экземплярами (к примеру: веймутова сосна, тсуга и др.).
При планировке имения было предусмотрено разделение на 4 зоны. Вблизи от господского дома находились молочная ферма и конный завод, чуть далее — производство по гашению извести и кирпичный завод в д. Стульпино, лесопильное производство. Ещё дальше в районе д. Городище (Городищенский Бор), по воспоминаниям старожилов, располагалась звероферма. Подтверждается это и документально. В 1904 году она уже составляет 25 десятин 120 саженей. Был В. А. Морачевский и среди тех помещиков, кто обратился не только к устройству, но и расширению промышленных заведений.
В начале XX века усадьба приобретает законченный вид на площади в 40 десятин. Было построено много новых жилых и хозяйственных построек, закончена отделка двухэтажного дома с жилым подвалом, состоящего из 72 помещений. Во все помещения имения было проведено электричество от аккумуляторной станции и водопровод. Жилье части обслуги имения вынесено за реку, в частности в д. Сунево.
Уже в первом десятилетии XX века он строит новую сыроварню, к кирпичному заводу пристраивает изразцовый цех. К имеющимся трем водяным мельницам он сооружает на территории имения ещё две паровые. Хозяйство в имении было высокодоходным и, по воспоминаниям старожилов, на различных предприятиях помещика, на перевозке грузов можно было заработать определённые деньги. Так, помещик В. А. Морачевский заботился о хозяйственной занятости, повышении культуры земледелия крестьян окрестных деревень. Заботился он и о других сторонах жизни крестьян: выделил средства на больницу, 1897 году открыл в д. Сунево школу грамоты (впоследствии земское, а затем министерское училище), которая дополнила сеть земских и церковно-приходских школ в Толковской волости. Для хозяйственных нужд в имении засевалось до 150 десятин ржи, 50 ячменя, 20 гороха, 60 овса, 50 картофеля и 420 клевера. Кроме этого, часть пашни сдавалась в аренду более 100 хозяевам-крестьянам. Арендуемые земли располагались по всей территории имения. В Боковском имении была часовня, которая находилась на Боковском кладбище.построена она была из белокаменной плиты.
Также в 1903 году открывается пивоваренный завод который находился вблизи деревни Савинцы на расстоянии 3 км от центра усадьбы и винокуренный заводы. В январе 1906 года крестьяне д. Сыры Толковской волости объявляют лесные угодья всенародной собственностью и пытаются сорвать рубку леса в лесной даче помещика Морачевского. За подстрекательство к захвату частно-владельческих земель и лесов арестованы и посажены в Островскую уездную тюрьму крестьяне д. Чалово. В июле 1919 года на территорию уезда входят белогвардейские латышские части, уже в 1920 году с. Пыталово и большинство деревень волости захвачены белогвардейскими латышскими частями, 11 августа заключен Рижский мирный договор, согласно которому станция Пыталово и часть населенных пунктов Толковской, Вышгородской и Качановской волостей вошли в состав Лудзенского уезда Латвии. В 1922 году начинается аграрная, земельная и административная реформы. У крупных землевладельцев изымаются земли сверх 100 га, передаются в Государственный фонд Латвийской республики и продаются мелким землевладельцам. Толковская волость разделилась на Боковскую (Пурвмалскую) и Линовскую. В 1927 году открыта двухгодичная сельскохозяйственная школа в д. Пурвмала (позднее она была переведена в г. Пыталово).
В декабре 1944 года на заседании исполкома было принято решение об организации детского дома.

## Население
| 2001 | 2002 | 2010 |
| ---- | ---- | ---- |
| 33   | ↘21  | ↘14  |

## Инфраструктура
Личное подсобное хозяйство с зоной сельскохозяйственного использования, индивидуальная застройка усадебного типа.

## Транспорт
Автобусное сообщение с городом Пыталво. Остановка общественного транспорта «Боково».